# Jurij Puzyriow
Jurij Nikołajewicz Puzyriow (ros. Ю́рий Никола́евич Пузырёв; ur. 6 maja 1926, zm. 24 maja 1991) – radziecki aktor filmowy, teatralny i głosowy. Zasłużony Artysta RFSRR (1969). Aktor MChAT. Pochowany na Cmentarzu Trojekurowskim w Moskwie.

## Wybrana filmografia

### Filmy fabularne
- 1955: Próba wierności
- 1960: Niewidomy muzyk jako Joachim

### Filmy animowane
- 1970: Maugli. Bitwa jako wilk Akela
- 1973: Maugli jako wilk Akela
- 1975: Rikki-Tikki-Tavi jako Nag
- 1984: Żar-ptak jako narrator
- 1988: Łatwowierny smok jako sąsiad